# Wilhelm Feise
Wilhelm Georg Ernst Feise (* 22. März 1865 in Hannover; † 23. November 1948) war ein deutscher Gymnasiallehrer und Heimatforscher insbesondere zur Geschichte der Stadt Einbeck.

## Leben
Wilhelm Feise besuchte bis Ostern 1884 das Lyceum II in Hannover, durchlief dann ein Jahr „seine Militärzeit“ und studierte ab Ostern 1885 klassische und germanistische Philologie an der Universität Göttingen, dann an der Universität Berlin und zuletzt an der Universität Kiel, wo er im Sommer 1890 die Prüfung pro facultate docendi (Lehrbefähigung) ablegte.
Von Michaelis 1890 bis Michaelis 1891 war er Mitglied des pädagogischen Seminars in Leer, wurde daraufhin Probekandidat am Ratsgymnasium Osnabrück sowie an der Realschule Geestemünde.
Im Winter 1892/93 durchlief er eine Fortbildung an der Königlichen Turnlehrer-Bildungsanstalt in Berlin, arbeitete dann im Sommer 1893 an den Gymnasien in Jever und Emden, um von dort für 1893/94 zunächst als Hilfslehrer an die Königliche Turnlehrer-Bildungsanstalt berufen zu werden. Ostern 1894 schließlich erhielt er am Einbecker Realprogymnasium seine Anstellung als Oberlehrer.
Von seinen zahlreichen lokalhistorischen Abhandlungen wurde der Aufsatz Zur Geschichte der Juden in Einbeck 1988 anlässlich des 50. Jahrestages der Reichspogromnacht und der Zerstörung der Einbecker Synagoge 1938 an der Bismarckstraße erneut abgedruckt.

## Auszeichnungen
Der Verfasser zahlreicher Schriften wurde mit dem Titel Dr. h. c. geehrt.

## Schriften
- Zur Geschichte der Einbecker Rathsschule, 1. Teil, Einbeck 1908, S. 33–64 (Programm Einbeck Realgymnasium)
- Zur Geschichte der Einbecker Rathsschule, 2. Teil, Einbeck 1911, 19 S. (Programm Einbeck Realgymnasium)
- Das Brauwesen der Stadt Eimbeck, mit einem Geleitwort von Heinrich Schulze-Besse, in der Reihe Beiträge zur Entwicklung des Braugewerbes in der städtischen Gemeinwesen, Teil 1, in: Veröffentlichungen der Gesellschaft für die Geschichte und Bibliographie des Brauwesens e. V., Berlin [N 65, Seestr. 12-15]: Gesellschaft für die Geschichte und Bibliographie des Brauwesens, Institut für Gärungsgewerbe, 1928
- Der große Brand von 1826 in Einbeck und der Wiederaufbau des vernichteten Stadtteils, Einbeck: Heinr. Rüttgerodt [1926]
- Einbeck: Ein Führer, mit [eingedr.] Federzeichnungen, Einbeck: O. Ammon Nachf., 1925
- Die Einbecker Nachbarschaft. Vortrag ..., aus: Hannoversche Geschichtsblätter, Druck: Hannover: Th. Schäfer, 1900
- Einbeck als Festung, kommentierter und ergänzter Nachdruck des Aufsatzes von Wilhelm Feise, in: Andreas Heege: Einbeck im Jahre 1728. der Stadtplan des Ernest Eberhard Braun, in der Reihe Quellen und Materialien zur Geschichte der Stadt Einbeck / Einbecker Geschichtsverein, Oldenburg: Isensee, 1994, ISBN 3-89442-213-0
- Zur Geschichte der Juden in Einbeck, Einbeck 1902
  - Reprint in Zur Geschichte der Juden in Einbeck, Begleitbroschüre zur Erinnerungs-Ausstellung zur Reichspogromnacht 1988 in Einbeck, hrsg. von der Stadt Einbeck, 1988